# 郵便貯金システム
郵便貯金システム（ゆうびんちょきんシステム）は、ゆうちょ銀行におけるオンラインシステムのこと。世界最大級のシステムとして知られる。

## 概説
郵便貯金システムは、元々は郵便局による郵便貯金のための勘定系システムであった。このシステムの導入当時、法律上、送金や決済は郵便振替業務で分担し、貯蓄機能については郵便貯金業務で分担する考え方になっていた。しかし、すでに導入した後だったため、郵政省はシステム上、通常貯金を利用した送金や決済を可能にした。
2007年10月の郵政民営化後は、ゆうちょ銀行による勘定系システムの一部となっている。

## 経緯
- 1978年（昭和53年） - 第1次オンラインシステムによるサービスを開始。
- 1984年（昭和59年） - 第2次オンラインシステムにて全国オンラインネットワークが完成。(最後にオンライン化されたのは佐賀県。)
- 1996年（平成8年） - 第3次オンラインシステムにて免震構造を採用した貯金事務計算センターの建設、東日本・西日本センター間バックアップシステム（現在で云うメトロクラスター）などの災害時の安全対策を充実させた。
- 2003年（平成15年）1月 - 第4次オンラインシステムへ移行。
- 2007年（平成19年）10月 - ゆうちょ銀行のシステムの一部となる。
- 2013年（平成25年）1月 - 第5次オンラインシステムへ移行。

## 構成
2カ所の貯金事務計算センター（東日本貯金事務計算センター:千葉県印西市（千葉ニュータウン内）、西日本貯金事務計算センター:兵庫県神戸市北区（神戸リサーチパーク内））を中心に、11箇所の貯金事務センターと全国の郵便局・ゆうちょ銀行店舗を通信回線でつないだネットワークシステム。
計算センターは大型汎用機（メインフレーム）を複数設置したシステムの中核。このセンター間及び、ATM・CDなどをPNET（郵政総合情報通信ネットワーク）で接続し、リアルタイム方式で集中的に処理している。
大型汎用機は、富士通製、IBM製、NEC製、日立製がそれぞれ複数、計約100台が使用されている。
第4次オンラインシステムまでは本番環境を東日本（北海道・東北・関東・東京・南関東・信越・北陸支社地域）と西日本（東海・近畿・中国・四国・九州・沖縄支社地域）に分けて設置していたが、第5次オンラインシステムからは本番環境を西日本に一本化、東日本を待機環境とする構成へ変更される。

## 民営化に伴う経緯
2005年に郵政民営化法が国会で成立し、2007年10月の民営化までには郵貯・郵務・簡易保険の分社化と郵便貯金システムの修正が必要となった。
2年間での民営化対応検討時、当初は当時の日本郵政公社総裁・生田正治は国会などにおいて各情報系の修正に5年は必要と主張した。また日本IBMなどの一部ベンダーにシステム化の方針が硬直しているとの批判もされた。
しかし実際には、合併で不要となった銀行のシステム（旧UFJ銀行の勘定系システム）を買い取り、修正して融資システムである「銀行システム」とし、更に旧大和銀行の勘定系システムを買取り、修正して全銀接続用の「内国為替システム」とし、従来の「貯金システム」と併用する対応を選択した。理由としては貯金システム自体へも多数の修正があり、それぞれ新BIS基準への対応も必要で、民営化のスケジュールに間に合わせる必要があったためとされている。
結果的には2007年10月の民営化に間に合い、また移行時も大きなトラブルは発生しなかった。この手法は海外の金融機関のM&Aなどで多用されるもので、数年以上の時間をかけて理想のシステム（業務要件、運用要件など）を設計・開発・構築するよりも、スピードやリスク回避を優先するものである。
しかし、各銀行のシステムはその銀行の業務体系に従って構築されたそれぞれ独自のものであり、他行のシステムをベースに修正したシステムには元の銀行の運用・経営処理に合わせる面が残るため、現場での必要な作業フローや権限・決裁権などを無視したものになるという批判もある。また多数のシステムを抱えると運用保守費用がかかるため、現在は「内国為替システム」の見直しなどが報道されている。

## 問題点
システム構築思想がいまだに大型汎用機中心であり、数世代前の高コスト・非効率なシステム構成を取っている、という批判も一部にある。
ただし大手金融機関の大多数は、極めて高い安全性・信頼性が要求される勘定系の中核には大型汎用機を使用している（勘定系システム#主な銀行の勘定系システムを参照）。
郵便貯金制度そのものが、大都市中心部から山奥や離島、僻地に至るまでの全ての郵便局が常時オンラインで接続することを前提に構築されているため、以下などのトラブルが日常的に発生し、都市銀行よりシステム本体が高コスト・非効率となる側面もある。
- 災害などによる停電、電話不通がある
- そもそも電話がない、通信用ISDNを引きたいがNTTが応じない
- 局舎が借家で、所有者が機器導入による増改築に同意してくれない
- 経営悪化で電気が止められた、業務従事者を解雇したので業務ができない
- シティポスト（都市型簡易郵便局）などでは当初から百貨店のサービスカウンターでの極限定的な取扱いしか想定しておらず、実質的に専用の機材を使用していたため、メーカーの製造中止により機材の更新ができない

反面、そのおかげで各郵便局側の人員や機材を軽量化（要員1人でCTM1台のみ）でき、全国どこでも郵便貯金を利用することができるなどの利点もある。
また民営化にともない、全国の郵便局では郵便貯金関係の機材を改造、更新したが、なかでも簡易郵便局ではCTMなど郵便貯金システム関係経費は基本的に自己負担であるため、それらの費用を捻出できない可能性が指摘された。
そのため現在でも、貯金非扱い局という、入出金などオンラインを伴う業務全般を扱わない簡易局があったり、できても振替・為替業務など、手動でできるもののみを扱う簡易局もあり、サービス内容は各局によって異なる。